# Лебедев, Олег Тимофеевич
Лебедев Олег Тимофеевич (род. 30 декабря 1937 г. в городе Сясьстрой Ленинградской области, СССР) — видный советский и российский ученый в области подготовки кадров высшей квалификации, стратегического менеджмента, доктор экономических наук, профессор, изобретатель, действительный член Академии инженерных наук РФ им. А. М. Прохорова, почетный работник Высшей школы РФ.
С 1955 по 1957 г. — слушатель Военной Краснознаменной Инженерной Академии связи.
В 1960 г. окончил Ленинградский электротехнический институт связи по специальности радиосвязь и радиовещание.
С 1960 по 1968 г.г. Работал в молодежном конструкторском бюро Ленинградского политехникума электронного приборостроения, инженером на телецентре и на предприятиях Министерства радиопромышленности.
В 1968 г. окончил аспирантуру при Ленинградском электротехническом институте им. В. И. Ульянова (Ленина) с защитой кандидатской диссертации «Специальные электронные стимуляторы для нейрофизиологических исследований».
С 1968 г. Работал в Институте эволюционной физиологии и биохимии им. И. М. Сеченова АН СССР, где занимался исследованиями высшей нервной деятельности.
Разработал прибор по измерению электрического сопротивления кожи, позволяющий быстро и точно выявлять местонахождения повреждения нерва человека, а также способ диагностики степени повреждения нервов.
С 1969 года — работа в системе высших учебных заведений в должности доцента (до 1989 г.) (Ленинградский политехнический институт, Ленинградский инженерно-экономический институт), затем в должности профессора (с 1991 г. по настоящее время).
Награждён серебряной и двумя бронзовыми медалями Выставки достижений народного хозяйства (ВДНХ) СССР.
В 1990 г. защитил докторскую диссертацию на тему «Методологические основы комплексного анализа субъективного фактора управления интенсификацией производства в основных звеньях промышленности».
В 1997 г. Присвоено звание «Ветеран труда».
Имеет почётные грамоты Министерства образования РФ. Являлся членом Президиума Редакционно-издательского Совета Минвуза РСФСР в течение ряда лет, награждён Почетной грамотой Министерства.
Разработал и поставил авторские курсы лекций по дисциплинам «Управление качеством в городском хозяйстве» и «Социальная защита населения».
Автор свыше 350 научных и научно-методических трудов, описаний разработанных приборов и устройств.
Подготовлено более 30 кандидатов экономических наук, осуществлено научное консультирование 3 докторов экономических наук с успешной защитой диссертаций.
На протяжении пятидесяти лет совместно со своими коллегами-учеными и воспитанниками ведет работу над совершенствованием системы социальной защиты населения, в том числе отраженной в труде «Социальная защита населения».
Является руководителем ученого совета и основателем Общественного Объединения "Научно-исследовательский институт «Социальной защиты», г. Санкт-Петербург.
Проблематика научных интересов — научно-технический прогресс и формирование интеллектуального потенциала кадров.